# アンドレイ・ベケトフ

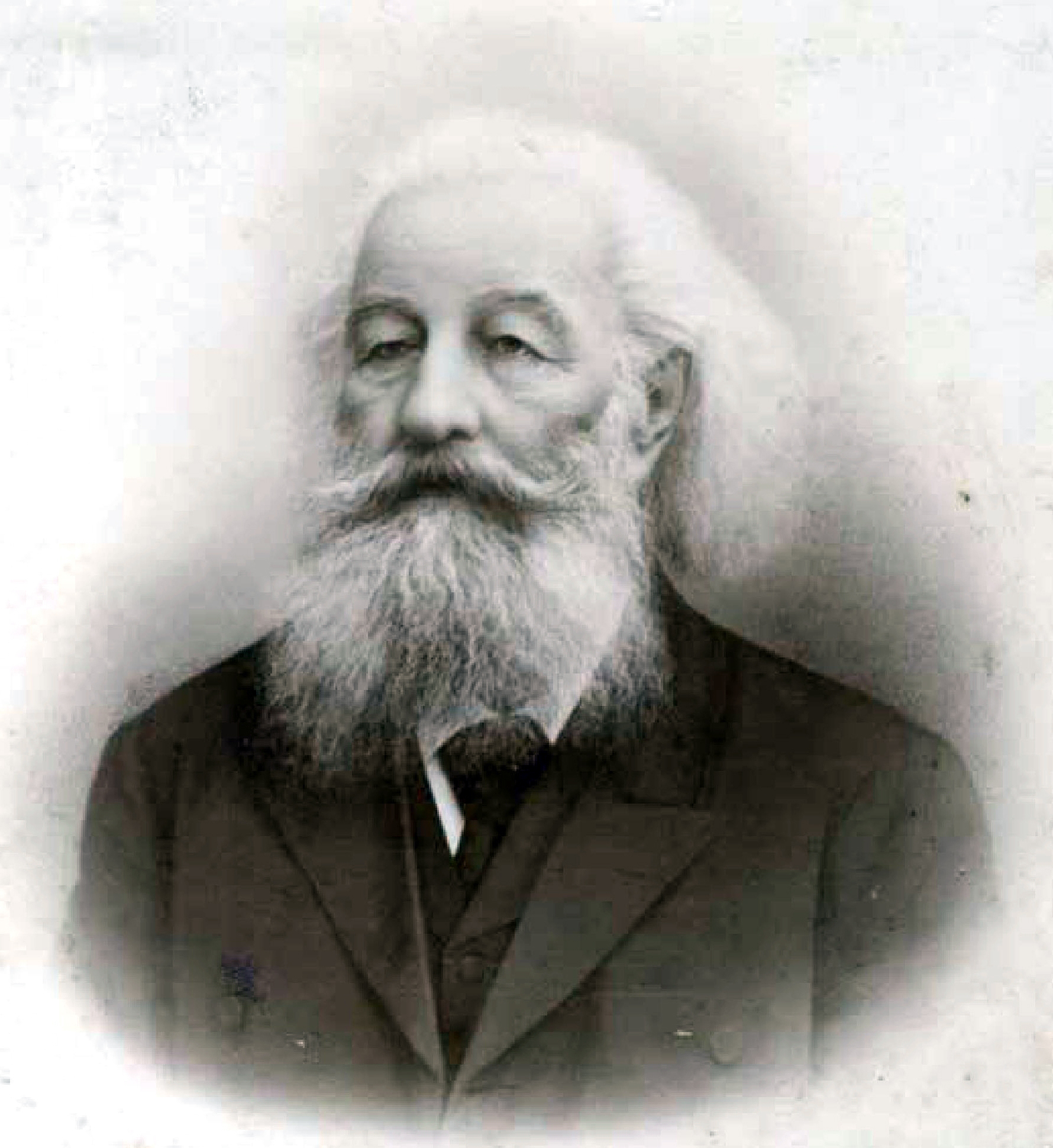
アンドレイ・ベケトフ

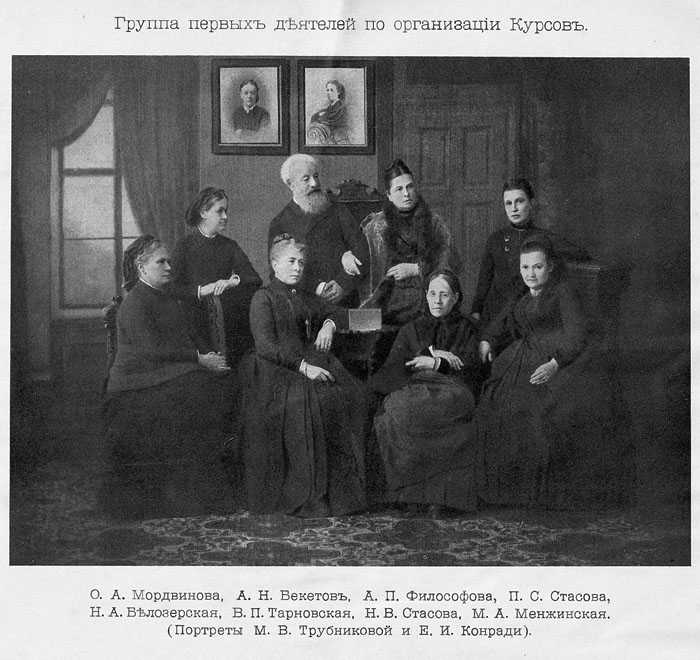
女性運動家のAnna Filosofovaらのベストゥージェフ女子大学の生徒との写真

アンドレイ・ニコライエヴィチ・ベケトフ（Andreï Nikolayevich Beketov、またはAndrey Nikolayevich Beketov、ロシア語表記：Андрей Николаевич Бекетов、1825年12月8日 - 1902年7月1日）はロシアの植物学者である。ロシアでの植物学や地質学の普及に功績があった 
。ロシア・シンボリズムを代表する詩人、アレクサンドル・ブロークや化学者のニコライ・ベケトフ（Nikolaï Beketov）の祖父である。

## 略歴
ベンゼンスク県（現在のペンザ州）のAlfierevkaに海軍士官を輩出した家系に生まれた。父は文學趣味を持つ博学の人物で、その交友サークルには詩人のE・B・バラツィンスキーがいた。サンクトペテルブルク大学で東洋言語学を学ぶが自然科学に転じ、カザン大学で学び、1849年に卒業した。トビリシで高校の教師をしながら南コーカサス地域の植物を研究し、1853年にサンクトペテルブルク大学から修士号を得た。1858年にモスクワで、植物の形態学の分野の発表を行い、翌年ハリコフの大学の植物学の講師職を得、ドイツのハイデルベルク大学へ留学し、留学先で心理学者のイワン・セチェノフや化学者のドミトリ・メンデレーエフ、化学者、音楽家のアレクサンドル・ボロディンと親しくなった。
1861年から1897年までサンクトペテルブルク大学で教職を務め、1867年から1876年の間は学部長、1876年から1883年の間は学長も務めた。長い教授生活を通じて、クラスノフ（Andrey Krasnov）、ベルナドスキー(Vladimir Vernadsky)、 チミリャーゼフ（Kliment Timiryazev）、シュマルハウゼン(Iwan Fjodorowitsch Schmalhausen)らの多くの植物学者、学者を育てた。大学付属の植物園も創設した。1878年に開かれたロシアの女性のための高等教育機関、ベストゥージェフ女子大学（Бестужевские курсы、英語表記例、Bestuzhev Courses）を組織した一人でもある。
1890年から1907年に刊行されたブロックハウス・エフロン百科事典の植物分野を執筆し、アルフォンス・ド・カンドル、アウグスト・グリーゼバッハ、マティアス・シュライデン、アントン・ド・バリー、エミール・アドルフ・ロスメッスラーらの著書を翻訳した。